# Patinet elèctric

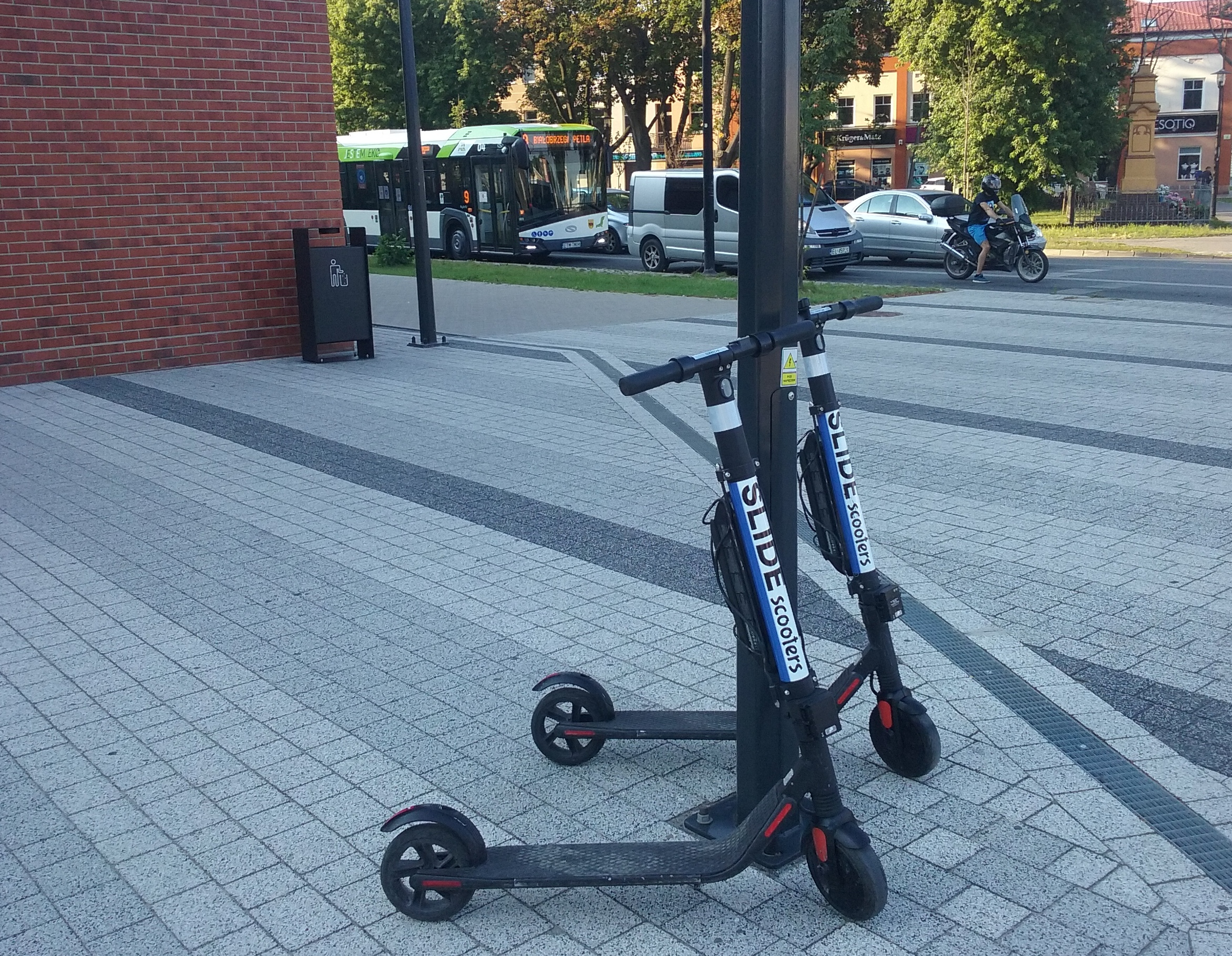
Patinets eléctrics a Tomaszów Mazowiecki, Polonia

Un patinet elèctric és un patinet que funciona amb un motor elèctric. El conductor pot anar dret o assegut. Els patinets elèctrics sovint es coneixen com a patinets electrònics. No obstant això, no s'han de confondre amb els patinets elèctrics que es condueixen anant assegut, sinó que ja es poden catalogar com vehicle de mobilitat. El terme patinet és enganyós, perquè aquest petits vehicles no es mouen empenyent amb el peu, sinó amb l'ajut d'un motor elèctric.
Els patinets elèctrics s'han tornat cada vegada més populars des de mitjans de la dècada de 2010. La tendència cap a l'electromobilitat observada en aquests moments mostra que, especialment a les ciutats, moltes persones busquen per desplaçar-se una alternativa a un cotxe amb motor de combustió interna. Els patinets elèctrics permeten cobrir ràpidament distàncies curtes des de casa, des de l'estacionament o des de l'estació de tren. Dins d'aquest context, es parla de desplaçament de l'última milla. Moltes ciutats, com París, Tel-Aviv o Viena esperen que l'ús dels patinets elèctrics alleugi la situació del trànsit i la manca d'aparcament.

## Descripció

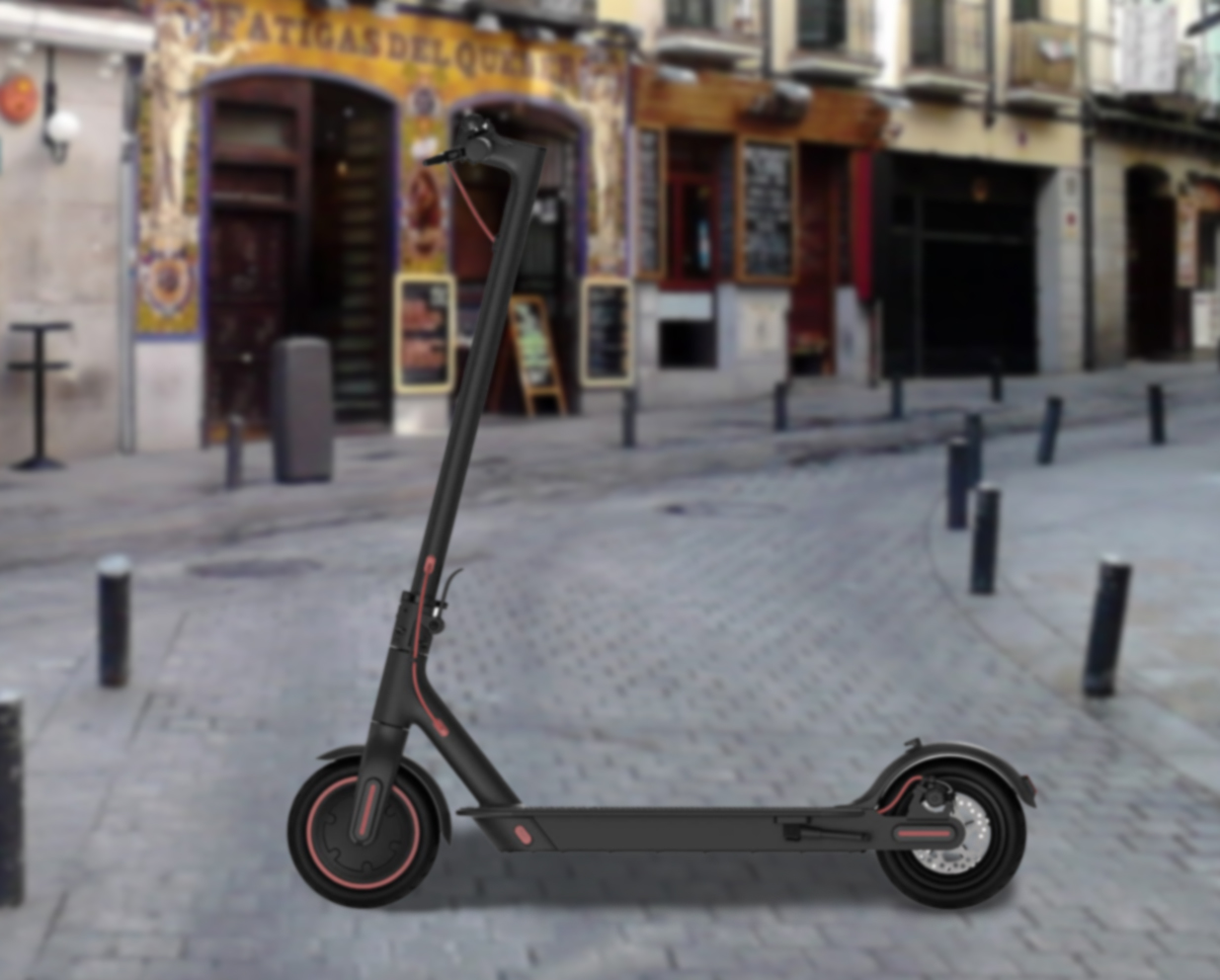
Un patinet elèctric

Un patinet elèctric és un vehicle amb dues rodes (algunes vegades tres), entre les quals hi ha una plataforma que serveix per sustentar el conductor. Per sobre de la roda del davant hi ha el manillar, dissenyat com un pal que surt de l'eix de gir de la roda i acaba en forma de "T" a l'extrem superior.

## Pneumàtics
Els patinets elèctrics solen estar equipats amb dos pneumàtics, d'entre 5 i 12 polzades de diàmetre (de 12,5 a 30 cm). Hi ha tres categories de pneumàtics:

### Rodes de goma massissa
La majoria del patinets elèctrics disponibles al mercat tenen pneumàtics de goma massissa. L'avantatge dels pneumàtics de goma massissa és que no es poden "punxar" i tenen una llarga vida útil. D'altra banda, també són relativament durs i no poden absorbir vibracions, quan el terra no és prou pla.

### Llandes pneumàtiques
Pneumàtics plens d'aire. Ofereixen un major confort de conducció, ja que absorbeixen millor les vibracions i els cops que els pneumàtics de goma sòlida. No obstant això, els pneumàtics inflats també són més susceptibles a danys, com ara pedres afilades o objectes amb vores aguts.

### Rodes amb cambra d'aire
Es tracta d'una barreja de pneumàtics de goma sòlida i pneumàtics amb cambra d'aire i també ofereix els avantatges d'aquestes dues variants de rodes. El pneumàtic està fet de plàstic. A l'interior, però, hi ha cambres d'aire individuals que proporcionen una millor suspensió del pneumàtic. A diferència dels pneumàtics purs, l'aire no pot escapar de les cambres individuals .

## Material i pes
Els patinets elèctrics estan fets de plàstic, acer, alumini o carboni. Els models més lleugers pesen al voltant de 7 Kg, els models més pesats poden superar els 20 Kg.

### Motor elèctric
Els patinets elèctrics estan alimentats per un motor elèctric. L'energia elèctrica del motor elèctric és subministrada per una bateria que s'instal·la sota la plataforma, al manillar o a l'àrea del pneumàtic anterior. La majoria dels models utilitzen bateries d'ions liti. Alguns models també ofereixen l'opció d'instal·lar una bateria addicional o de poder intercanviar la bateria de fàbrica.

### Velocitat
La velocitat assolible amb un patinet elèctric depèn en particular de la força del motor elèctric, del pes del conductor, del pendent i de les condicions de la carretera. Alguns models poden assolir una velocitat de fins a 40 km/h. Com a regla general, les persones d'entre 12 i 14 anys només tenen dret a conduir un patinet elèctric fins als 12 km/h. D'altra banda, les persones majors de 14 anys tenen dret a conduir vehicles fins a 20 km/h.

### Frens
Els patinets elèctrics solen tenir dos frens independents: d'una banda, un fre elèctric a la roda davantera i a part un fre mecànic. Com a sistemes de frens s'utilitzen frens de disc o frens de tambor. Elsmodels de gamma alta, porten un fre anomenat regenerador o fre de recuperació: aquest fre té l'avantatge de recuperar l'energia durant cada procés de frenada i, per tant, recarrega la bateria una vegada i una altra. Amb aquest sistema, la càrrega de la bateria dura més i garanteix un abast més llarg. Es parla en aquest context del sistema KERS (Kinetic Energy Recovery System), un tipus de frenada regenerativa desenvolupat per a la Fórmula 1.

## Classificació legal
La classificació legal dels patinets elèctrics encara no és clara a molts països. A Alemanya i Àustria, la situació legal actual (estat 3). Gener de 2019) de la següent manera:

### Alemanya
L'abril del 2019, els "vehicles de propulsió elèctrica sense seients" i les monovies es van afegir a la llista reguladora de vehicles que van permetre circular pels carrers. La llista encara no s'ha presentat a la Cambra alta del Parlament per entrar en vigor aquest any.
La regulació fa una distinció entre vehicles restringits a 12 km/hora, autoritzats a partir de 12 anys i que poden circular per les voreres i els restringits a 20 km/hora, restringits a carrils bici i usuaris majors de 14 anys.

### Països Baixos
L'ús de patinets elèctrics segueix sent il·legal després d'un incident de carro elèctric fatal el 2018.

### França
Actualment França només permet les motos en les voreres si tenen una velocitat màxima de 6 km/h. Els que viatgin fins a 25 km/h són relegats a carrils bici. Els legisladors estan considerant una nova llei que obligui els usuaris de patinets a passar més de 25 km/h per tenir una llicència de tipus A1, igual que per a motocicletes petites. El marc legal és molt borrós i no defineix en quins motocicletes s'hauria de moure o estacionar. El tinent d'alcalde de París, Christophe Najdovski, pressiona a la ministra de Transports, Elisabeth Borne, per un marc més clar que donés als municipis el poder de reforçar les normes quant a l'emissió de permisos i les autoritzacions de desplegar una flota de patinets elèctrics als operadors.
El diari francès Le Parisien va descobrir que el 2017 els patinets elèctrics i els patins combinats van causar 284 ferits i cinc morts a França, un 23% més que l'any anterior. La percepció dels patinets elèctrics és que són ràpids, silenciosos i, per tant, perillosos, causant molts accidents i la necessitat de legislar és urgent.

### Bèlgica
Les regles de trànsit de Bèlgica es van actualitzar el 2007 per donar nous estats legals als nous vehicles lents, situant-los al mateix nivell que els vianants o les bicicletes, i limitant la seva velocitat als 18 km/h. Actualment, Bèlgica està reflexionant sobre una reforma que elevaria els límits de velocitat del patinet electrònic a 25 km/h, reflectint les bicicletes electròniques.

### Espanya
El paper recurrent dels patinets en els accidents de trànsit ha provocat un repunt normatiu a Espanya. S'han registrat 273 accidents, tres dels quals van ser fatals el 2018. Els legisladors espanyols estan treballant en un reglament que prohibeix els patinets de les voreres i que limita la seva velocitat a 25 km/h.

## Reglamentació
Independentment de les altres disposicions legals,Un patinet elèctric ha de tenir com a mínim unes característiques mínimes de seguretat com una bicicleta,és a dir:
- Reflectors als costats, anteriors i posteriors;
- Dos dispositius de frenat independents (p.e.: Fre elèctric i fre mecànic);
- Si porta un llum, es pot utilitzar;
- Dispositiu d'avís per a senyals d'alerta acústica (campana, timbre);
- Els senyals de gir no són absolutament necessaris.[14]

## E-patinet d'intercanvi
Els sistemes de compartició de patinets electrònics funcionen de manera que podeu utilitzar una aplicació per localitzar els patinets elèctrics d'una companyia determinada i, a continuació, es poden fer servir temporalment. El pagament es fa amb targeta de crèdit per cada minut gastat i/o per ruta. A les grans ciutats americanes com San Francisco, Washington DC o Las Vegas, els patinets elèctrics ja són indispensables dins del paisatge urbà amb l'empresa Lime and Bird que ofereix el lloguer de patinets electrònics. A Alemanya, encara es prohibició sobre l'ús públic dels patinets elèctrics. No obstant això, els proveïdors de gran distribució i les noves empreses es van preparar per la seva legalització al 2019. Tanmateix, la sostenibilitat és controvertida, ja que sovint aquests vehicles es fabriquen per una curta durada, en lloc d'estar dissenyats per a una llarga vida útil.